# Cesare Dondini jr.
Cesare Dondini jr. detto anche Cesarino e Cecè (Torino, 11 dicembre 1861 – Roma, 8 novembre 1922) è stato un attore italiano.

## Biografia
Nipote omonimo di Cesare Dondini, suo zio, figlio di Achille e Maria Masi, iniziò a recitare all'età di sette anni.
Dopo gli studi superiori e il servizio militare, fu «attore generico» nella compagnia teatrale paterna dal 1878 al 1882. Allievo di Giovanni Emanuel, da costui venne scritturato come «attore brillante» nel 1894 nella sua compagnia, dove si affermò artisticamente grazie all'interpretazione del Re Lear di Shakespeare.
In seguito passò ad altre compagnie, da quelle di Novelli, De Sanctis, Boutet come «brillante» e «caratterista», e diresse alcune compagnie.
Dal 1920 fino alla sua morte (avvenuta due anni più tardi), fu direttore della scuola di recitazione all'Accademia di Santa Cecilia di Roma.

## Filmografia
- Situazione comica, regia di Adolfo Re Riccardi (1909)